# Clase Zuihō
La Clase Zuihō (瑞鳳型 Zuihō-gata?) fue una clase de portaaviones ligeros que sirvieron en la Armada Imperial Japonesa durante la Segunda Guerra Mundial. La clase constaba de dos buques, el Zuihō, primero y que daba nombre a la clase, y el Shōhō, siendo ambos conversiones de otros tipos de nave.

## Historia
Los buques fueron puestos en grada originalmente en 1934, contando con un flexible diseño que les permitía ser finalizados como petroleros, portahidroaviones o buques nodriza de submarinos, según la necesidad del momento. El Shōhō fue botado en 1935 como esta última clase de buque, y bautizado Tsurugisaki. Empezó a ser reconvertido a portaaviones en 1940, y fue rebautizado Shōhō el 22 de diciembre de 1941. Por su parte, el Zuihō inició su actividad como un petrolero de alta velocidad, el Takasaki, y su conversión se inició un año antes, dando nombre a la clase. Ninguno sobrevivió a la guerra, siendo ambos hundidos en combate.

## Buques de la ClaseZuihō
|       | Puesta en grada        | Botado              | Asignado (como portaaviones) | Hundido               |
| Zuihō | 20 de junio de 1935    | 19 de junio de 1936 | 27 de diciembre de 1940      | 25 de octubre de 1944 |
| Shōhō | 3 de diciembre de 1934 | 1 de junio de 1935  | 22 de diciembre de 1941      | 7 de mayo de 1942     |